# Pengasinan (Gunung Sindur)
Pengasinan is een bestuurslaag in het regentschap Bogor van de provincie West-Java, Indonesië. Pengasinan telt 11.312 inwoners (volkstelling 2010).